# Alwi-moskee
De Alwi-moskee is een moskee in de stad Kangar, in het westen van Maleisië.

## Naam
De moskee is vernoemd naar de toenmalige Raja van Perlis, Raja Syed Alwi Ibni Almarhum Tuan Syed Saffi Jamalullail.

## Geschiedenis
Pogingen om geld in te zamelen voor de bouw van de moskee begonnen in de jaren twintig. De bouw begon in 1931 en werd voltooid in 1933. Vervolgens werd het officieel geopend door Raja Syed Alwi. De moskee werd in 1988 uitgeroepen tot nationaal erfgoed onder de National Heritage Act 2005.

## Architectuur
De moskee is gebouwd met Mogol-architectuur in gedachten.